# Kathleen Lane
Kathleen Lane, ook wel bekend als Kitty Lane, was een bigband-zangeres uit de jaren dertig en veertig.

## Loopbaan
Lane werd in mei of juni 1937 zangeres bij de eerste, weinig succesvolle, band van Glenn Miller, waar ze Vi Mele verving. Met Miller nam ze in november en december vijf nummers op, waaronder "Sweet Stranger" dat Metronome's Best Records-lijst haalde. Nadat Miller er in januari 1938 mee stopte, ging ze werken bij Isham Jones. Er werden geen opnames gemaakt. Eind oktober of begin november dat jaar werd ze zangeres bij Bunny Berigan, waar haar man Jerry Johnson bandmanager was) en zong ze op een paar opnames. Het nummer "I Cried for You" haalde de 13de plaats op de Amerikaanse hitlijst. Lane werd bij Berigan al rond maart 1939 vervangen door zangeres Kathleen Long, voorheen actief bij Charlie Barnet.
Lane werd daarna actief voor Bob Chester en in de zomer van 1939 nam ze zeven nummers met hem op, waaronder "Just For A Thrill". Op 21 september verscheen ze op Chesters radioshow voor CBS. Lane verliet Chester in oktober en werkte daarna kort bij Red Norvo's band. Met de orkesten van Bob Crosby en Woody Herman stond ze in Strand Theater in New York, maar dit waren waarschijnlijk tijdelijke klussen. Opnames met deze bands werden er niet gemaakt. Na 1941 is van Lane in de muziekbusiness niets meer vernomen.

## Opnames Glenn Miller
- "My Fine Feathered Friend"
- "Doin' the Jive"
- "Silhouetted In the Moonlight"
- "Every Day’s A Holiday"
- "Sweet Stranger"

## Opnames Bob Chester
- "Just For A Thrill"
- "Shoot The Sherbet To Me, Herbert" (ook gezongen op de radioshow voor CBS)
- "You Tell Me Your Dreams and I'll Tell You Mine"
- "Billy"
- "Oo, Oo, Oo, I'm Thrilled"
- "Goodbye, Goodbye"
- "I Can't Tell You Why I Love You, But I Do"

## Opnames Bunny Berigan
- "Patty cake, Patty Cake"

- Library of Congress Control Number: no93024805
- MusicBrainz: 41420fbb-5de1-4602-8cdf-4c7b1c80ac2d
- Nationale Bibliotheek van Israël: 987007326965105171
- Virtual International Authority File: 73425612
- WorldCat: E39PBJwHmMVQkjWHK4qKFgGJXd